# Viviane Romance
Viviane Romance, pseudoniem van Pauline Ronacher Ortmans, (Roubaix, 4 juli 1912 - Nice, 25 september 1991) was een Franse actrice. 
Door haar vurig temperament en haar sensuele verschijning werd ze al snel dé femme fatale in de Franse film van de late jaren dertig en van de jaren veertig.

## Leven en werk

### Eerste stappen in de wereld van het spektakel en van de film
Al heel vroeg danste Romance in het theater. Op 14-jarige leeftijd deed ze al poseerwerk voor prentbriefkaarten. In 1928 trad ze toe tot het gezelschap van de Moulin Rouge waar ze onder meer de 'French cancan' danste. Ze deed verdere ervaring op in de operette en in het boulevardtheater. In 1930 behaalde ze de overwinning tijdens de verkiezingen van Miss Paris. In die hoedanigheid kwam ze terecht in de filmwereld. Vanaf 1931 kreeg ze kleine, soms onbeduidende bijrollen toebedeeld van gevestigde cineasten als Marcel L'Herbier, Maurice Tourneur en Fritz Lang. Haar bijrol van 'cocotte', een onderhouden vrouw, in de musicalfilm Ciboulette (Claude Autant-Lara, 1933) kondigde reeds haar imago aan. In 1935 deed ze voor het eerst van zich spreken in de tragikomedie Princesse Tam Tam. Datzelfde jaar ontmoette ze Julien Duvivier, die haar een consistentere bijrol aanbood in het drama La Bandera.

### Doorbraak
Haar eerste belangrijke rol kreeg ze eveneens van Duvivier. In het donkere werkmansdrama La Belle Équipe (1936) maakt ze als aantrekkelijke maar fatale vrouw van Charles Vanel bijna diens vriendschap met een op haar verslingerd geraakte Jean Gabin kapot.

### Imago
De grote bijval die La Belle Équipe genoot zette de deur wijd open voor haar imago van femme fatale. Haar donkere sensualiteit, haar brutaal gespot, haar radde tong en haar ondeugende blik kwamen haar daarbij wonderwel van pas. Ze deed opnieuw twee mannen vechten in La Chair et le Diable (1954); ze was een duivelse sluwe vrouw in Le Puritain (1937), een feeks in Naples au baiser de feu (1937) en in l'Étrange Monsieur Victor (1937), een al dan niet vulgaire maîtresse in Le Club des aristocrates (1937) en in Panique (1946), een prostituee in La Maison du Maltais (1938) en in Maya (1949), een vamp in Au cœur de la Casbah (1951) en in Pitié pour les vamps (1956), een getrouwde vrouw die de moeder van het kind van haar minnaar is in Passion (1951) en in L'uomo, la bestia e la virtù (1953), een rondborstige cabaretdanseres of -zangeres in Mademoiselle Docteur (1937) en in Gibraltar (1938), een verleidelijke zigeunerin in Cartacalha, reine des gitans (1942) en in Carmen (1945), een misdadigster (moordenares, dievegge, gifmengster) in La Route du bagne (1945), in L'Affaire du collier de la reine (1946) en in L'Affaire des poisons (1955), een vrouw verscheurd tussen twee mannen in La maison sous la mer (1947) en zelfs een oprecht hevige verliefde vrouw in La Boîte aux rêves (1945).
Ze werd ontzettend populair en ze werd al in 1938 door de Franse filmwereld aangeduid als grootste vedette, voor Michèle Morgan en Danielle Darrieux.

### Mislukte poging tot imagoverandering
Abel Gance's Vénus aveugle (1941) was een verdienstelijke poging om te ontsnappen aan typecasting en om een ernstiger register aan te snijden maar dit melodrama sloeg niet aan bij het publiek. Ook het drama Une femme dans la nuit (1943) wilde een andere, deugdelijkere kant van Romance tonen: die van de vrouw die een nieuw leven wil beginnen maar die door haar verleden wordt ingehaald. Met Feu sacré (1942) behaalde ze wel een groot persoonlijk succes: het verhaal van een plattelandsmeisje wiens weg naar de filmroem bezaaid is met hindernissen was ongetwijfeld geïnspireerd op haar eigen ervaringen. Desondanks bleef het publiek haar halsstarrig zien als de fatale vrouw.

### Onvoorzichtig
De Duitse ambassade in Parijs wou het enorm succes van Premier rendez-vous verzilveren. Deze komedie werd geproduceerd door het Franse Continental-Films, een Franse filmproductiemaatschappij die actief was tijdens de Duitse bezetting  maar die werd gefinancierd door Duits kapitaal. Er volgde een propaganda-operatie met een reis van de Franse filmwereld naar Berlijn en München. Onder de Franse filmdelegatie bevonden zich onder meer hoofdrolspeelster Danielle Darrieux, Suzy Delair, Albert Préjean en Viviane Romance. Het ganse gebeuren vond heel wat weerklank maar werd ten tijde van de bevrijding fel kwalijk genomen. De meeste deelnemers beseften wellicht niet de volledige politieke draagwijdte van hun daad. Romance werd een tijdje opgesloten zoals de rest van het gezelschap maar kwam weer vrij en hield weinig imagoschade aan de reis over.

### Laatste successen vlak na de Tweede Wereldoorlog
In 1945 scoorde ze twee grote commerciële successen. Eerst het muzikaal drama Carmen waarin ze de titelrol van de verleidelijke zigeunerin vertolkte naast Jean Marais. Vervolgens het drama La Route du bagne waarin ze wegens de moord op haar partner naar een strafkamp wordt gestuurd. De film werd in het buitenland gecensureerd omdat hij de reputatie van de Franse cinema dreigde schade te berokkenen. In die tijd vroeg Duvivier haar of ze zin had in een nieuwe succesrijke samenwerking. In het drama Panique (1946), gebaseerd op de roman Les Fiançailles de M. Hire van Georges Simenon, vertolkte ze de perverse verloofde van een moordenaar. Het was haar tweede grote rol na haar fatale vrouw in La Belle Équipe. 

### Scenarioschrijfster en producente
Ze schreef samen met regisseur Yves Allégret het scenario van de komedie La Boîte aux rêves (1945). Het bleef bij die ene keer. Enkele jaren later werd ze filmproducente, eerst voor Raymond Bernard (Maya, 1949) en voor Georges Lampin (Passion, 1951). Toen ze in 1954 huwde met de schrijver en regisseur Jean Josipovici produceerde ze zijn drie films. In de vijf films die ze produceerde speelde ze telkens de hoofdrol.

### Latere carrière vanaf de jaren vijftig
Samen met de traditionele 'cinéma de papa' werd ze weggespoeld door de komst van de Nouvelle Vague. Geen enkele van haar latere films sloeg aan bij het publiek. Haar personage van de sensuele vamp raakte uit de mode. Een uitzondering: de misdaadfilm Mélodie en sous-sol (1963) was de op een na populairste Franse film van dat jaar. Ze speelde er haar voorlaatste rol, meteen haar laatste rol van betekenis: de echtgenote van Gabin met wie ze niet meer had samengewerkt sinds ze in de jaren dertig samen te zien waren in twee films van Duvivier. Ruim tien jaar later speelde ze een bordeelhoudster, haar allerlaatste rol, in de weinig opgemerkte Chabrolthriller Nada (1974).

### Privéleven
Viviane Romance was drie keer gehuwd, eerst met de acteur Georges Flamant (van 1937 tot 1942, ze speelden samen in 11 films), vervolgens met de acteur-zanger Clément Duhour (van 1944 tot 1952) en ten slotte met Jean Josipovici (van 1954 tot 1956).
In 1991 overleed ze op 79-jarige leeftijd aan kanker in Nice.

## Filmografie
- 1931 - La Chienne (Jean Renoir) (niet-gecrediteerd)
- 1931 - Mam'zelle Nitouche (Marc Allégret) (niet-gecrediteerd)
- 1932 - La Dame de chez Maxim's (Alexander Korda)
- 1933 - Ciboulette (Claude Autant-Lara)
- 1933 - L'Épervier (Marcel L'Herbier)
- 1933 - Justin de Marseille (Maurice Tourneur)
- 1934 - Liliom (Fritz Lang)
- 1934 - Zouzou (Marc Allégret)
- 1935 - La Bandera (Julien Duvivier)
- 1935 - Retour au paradis (Serge de Poligny)
- 1935 - Marchand d'amour (Edmond T. Gréville)
- 1935 - Les Yeux noirs (Victor Tourjansky)
- 1935 - Princesse Tam Tam (Edmond T. Gréville)
- 1935 - L'Équipage (Anatole Litvak) (niet-gecrediteerd)
- 1936 - Une gueule en or (Pierre Colombier)
- 1936 - La Belle Équipe (Julien Duvivier)
- 1937 - Le Puritain (Jeff Musso)
- 1937 - Naples au baiser de feu (Augusto Genina)
- 1937 - L'Homme à abattre (Léon Mathot)
- 1937 - L'Étrange Monsieur Victor (Jean Grémillon)
- 1937 - Le Club des aristocrates (Pierre Colombier)
- 1937 - Mademoiselle Docteur (Salonique, nid d'espions) (Georg Wilhelm Pabst)
- 1938 - Le Joueur (Gerhard Lamprecht en Louis Daquin)
- 1938 - La Maison du Maltais (Pierre Chenal)
- 1938 - Prisons de femmes (Roger Richebé)
- 1938 - Gibraltar (Fedor Ozep)
- 1939 - Angélica (Jean Choux)
- 1939 - L'Esclave blanche (Marc Sorkin)
- 1939 - La Tradition de minuit (Roger Richebé)
- 1941 - Vénus aveugle (Abel Gance)
- 1942 - Cartacalha, reine des gitans (Léon Mathot)
- 1942 - Feu sacré (Maurice Cloche)
- 1943 - Une femme dans la nuit (Edmond T. Gréville)
- 1945 - Carmen (Christian-Jaque)
- 1945 - La Route du bagne (Léon Mathot)
- 1945 - La Boîte aux rêves (Yves Allégret en Jean Choux)
- 1946 - L'Affaire du collier de la reine (Marcel L'Herbier)
- 1946 - Panique (Julien Duvivier)
- 1947 - La maison sous la mer (Henri Calef)
- 1947 - La Colère des dieux (Carl Lamac)
- 1949 - Maya (Raymond Bernard)
- 1951 - Passion (Georges Lampin)
- 1951 - Au cœur de la Casbah (Pierre Cardinal)
- 1952 - Les Sept Péchés capitaux (sketchenfilm, episode 'La Luxure' van Yves Allégret)
- 1953 - L'uomo, la bestia e la virtù (Steno)
- 1954 - La Chair et le Diable (Jean Josipovici)
- 1955 - Gueule d'Ange (Marcel Blistène)
- 1955 - L'Affaire des poisons (Henri Decoin)
- 1956 - Pitié pour les vamps (Jean Josipovici)
- 1956 - L'inspecteur connaît la musique (Jean Josipovici)
- 1962 - Mélodie en sous-sol (Henri Verneuil)
- 1974 - Nada (Claude Chabrol)

## Biografie
- Alain Feydeau: Viviane Romance, Coll. Maurice Bessy, Pygmalion/Gérard Watelet, Paris, 2001
- Viviane Romance: Romantique à mourir (memoires), Vertiges du Nord/Carrère, Paris, 1986